# 大ペルミ

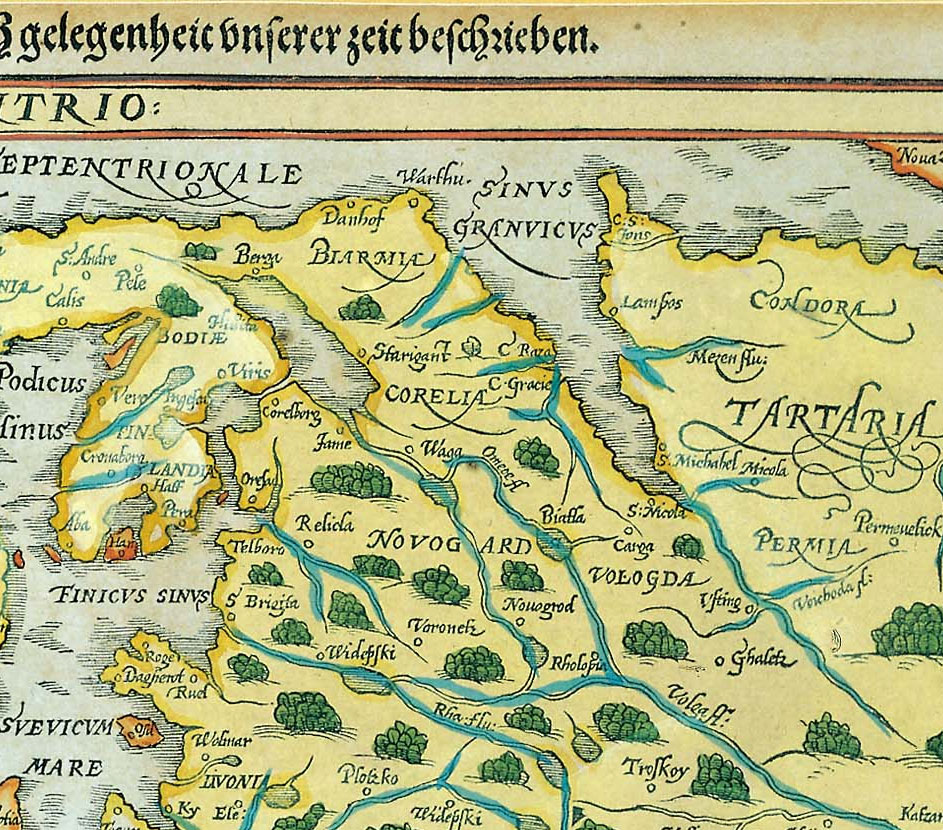
ゲラルドゥス・メルカトルによるペルミヤ含む北ロシアの地図 (Amsterdam, 1595)。

大ペルミ（露：Пермь Великая）は中世にあったコミ人の国で、現在のロシア連邦ペルミ地方にあって、首都はチェルディニであったといわれている。
大ペルミ公国（露：Великопермское княжество、コミ・ペルミャク語：Ыджыт Перем öксуму, Чердін öксуму) は14～15世紀にノヴゴロド共和国から分離したコミ＝ペルミャク人の封建政体として現れた。この公国はモスクワ公国の支配下で自治を認められたが最終的には1505年に併合された。
「ペルミ（Пермь）」という名前の語源は不明である。ペルミの町は近代にペルミヤ（пермия）の地名から付けられたのだが、チェルディニはそれとは別に「大ペルミ（Пермь Великая）」として呼ばれていた。チェルディニは商業中心地の町となっていたので、ペルミというのは現地の言葉で単に「商人」または「市場」を意味するのだという説もあるが、異論もある。同じ名前はノース人のサガに見られるビャルマランド（Bjarmaland）という地名にも反映されているようである。 大ペルミ公国の凡その領域は中世アラブ民族誌ではウィースー（وِيسُو wīsū）として知られていて、アフマド・イブン・ファドラーン、アル＝ガルナーティー、ザカリーヤー・カズウィーニー、ヤークート・アル＝ハマウィー（彼の著書『諸国辞典』にて）の言及がある。この語の由来はおそらくラドガ湖周辺とスホナ川上流に居住していたヴェプス人（Весь）であるとみられている。
この公国が位置していたのはカマ川上流地域で近隣のヴィチェグダ川のペルミ（Пермь Вычегодская；小ペルミ）と密接に繋がりを保っていた。両ペルミ国家は9～10世紀よりノヴゴロド共和国に貢納していた。ヴィチェグダ川のペルミはモスクワの征服以前の14世紀ペルミのステファンによりキリスト教化された。1451年にペルミ公家はモスクワ公国の属国としてヴイムスキー公とヴェリコペルミスキー公（大ペルミ公）の2つの称号とともに両地域の支配を手に入れた。
実際のところヴィチェグダ川のペルミの改宗の直後でも、大ペルミはモスクワ、ノヴゴロド、カザン・ハン国の間で独立を謳歌していた。最終的に1472年にヴィムスキー公たち含むモスクワの諸属国の軍が大ペルミを征服し、彼らの兄弟であるミハイル・ヴェリコペルムスキー公は捕らえられた。しかし間もなく開放されモスクワから戻ってきて知事として彼の領地を終生治め続けた。結局、彼の息子マトヴェイが1505年にモスクワ公国によって免職させられた。
18世紀初等まで、大ペルミという名はストロガノフ家の支配域南部である上カマ地域の公的な地名として用いられた。
このペルミという地名は、19世紀に地理学者サー・ロデリック・マーチソンがこの地で広範な研究を行い、地質年代のペルム紀に名付けられている。

## 参考資料
1. ↑  Article on Cherdyn at uraltourism.com.
2. ↑  Ferdinand Heinrich Müller, Der ugrische Volksstamm, oder Untersuchungen über die Ländergebiete am Ural und am Kaukasus, in historischer, geographischer und ethnographischer Beziehung  (1839), 334.
3. ↑  例えば Allan S. C. Ross, "OWN Bjarmar : Russian Perm", Leeds Studies in English and Kindred Languages 6 (1937), 5-13. Ross (1937)はこの名前は古ノルド語で「縁（edge）、岸（shore）」を意味する語から来ており、bjarmarは「辺縁からの人々（people from the edge）」であるとし、植民者たちにその言葉が引き継がれてpermiに変わったのだろうとしている。
4. ↑  Reallexikon der germanischen Altertumskunde, vol. 33, p. 425.
5. ↑  Janet Martin, 'Treasure from the Land of Darkness:The Fur Trade and its significance for Medieval Russia',1986,page 7
6. ↑  Article on Great Perm at heritage.perm.ru Archived 2006年9月29日, at the Wayback Machine.

## 関連文献
- V. Oborin. The Settlement and Developing of Ural in Late Eleventh – Early Seventeenth Centuries. University of Irkutsk, 1990.